# عمو پدربزرگ
عمو پدربزرگ (به انگلیسی: Uncle Grandpa) یک مجموعه تلویزیونی انیمیشن آمریکایی است که پیتر براونگارت  آن را برای شبکه کارتون ساخت که از ۲ سپتامبر ۲۰۱۳ تا ۳۰ ژوئن ۲۰۱۷ پخش شد. این مجموعه بر اساس انیمیشن کوتاه براونگارت با همین نام از کارتونستیتو ساخته شده است. عمو پدربزرگ همچنین یک اسپین‌آف از Secret Mountain Fort Awesome است که به نوبه خود اسپین‌آف کوتاه کارتونستیتو بود.
این انیمیشن یک کمدی اکشن-ماجراجویی سورئال است که به طور گسترده‌ای بر گیج‌های بصری و عبارات جذاب متکی است. خالق پیت براونگارت از انیماتورهای چون دان مارتین، گری لارسون و رابرت کرامب و همچنین انیماتورهای عصر طلایی مانند تکس اوری و مکس فلیشر برای توسعه سبک نمایش نام برده است. هر قسمت ۱۱ دقیقه‌ای در قالبی منحصربه‌فرد ارائه می‌شود که شامل یک داستان اصلی هفت تا نه دقیقه‌ای، چند تصویر کوتاه که معمولاً از یک شوخی بصری سریع و یک بخش کوتاه از انیمیشن اصلی که بر شخصیت‌های جانبی سریال تمرکز دارد، ارائه می‌شود.
شبکه کارتون سریال را برای فصل های چهارم و پنجم تمدید کرد: ابتدا فصل دوم (از ۵۲ قسمت) به دو نیمه تقسیم شد که به ترتیب تبدیل به فصل دوم و سوم شد، سپس فصل سوم را که قبلاً اعلام شده بود به نصف تقسیم کرد. به فصل چهارم و پنجم (به ترتیب ۲۶ و ۲۳ قسمت) که به عنوان فصل پایانی خدمت کردند.
این سریال در تاریخ ۲ سپتامبر ۲۰۱۳ در کارتون نت‌ورک پخش شد. در حالی که خلبان در سال ۲۰۱۰ نامزد جایزه امی ساعات پربیننده در رده برنامه انیمیشن کوتاه برجسته شد، خود نمایش در سال 2014 برای کار نیک ادواردز در سریال جایزه دریافت کرد. کوین مایکل ریچاردسون همچنین در سال 2016 نامزد دریافت جایزه آنی در بخش بهترین صداپیشگی برای انیمیشن تلویزیونی/تولید پخش رادیو برای بازی در نقش آقای گاس در سریال شد. این نمایش به خودی خود تا زمان اکران  نقدهای مثبت بسیار زیادی دریافت کرد که همراه با با تمجید از انیمیشن و طنز بصری نمایش، بود البته انتقادهای دیگری هم دریافت کرد.  بررسی‌های گذشته‌نگر مثبت‌تر بوده‌اند، به‌ویژه پس از انتشار کارتون‌های لونی تونز براونگارت (که او آن را توسعه داد)، منتقدان و بینندگان به طور یکسان مفهوم، طنز، انیمیشن مخدوش و لحن کلی آن را تحسین کردند.